# Угрюмов, Сергей Викторович
Серге́й Ви́кторович Угрю́мов (род. 24 января 1971, Хабаровск, Хабаровский край, РСФСР, СССР) — российский актёр театра и кино, театральный педагог. Народный артист Российской Федерации (2024).

## Биография
Сергей Угрюмов родился 24 января 1971 года в Хабаровске, в семье военнослужащего. После выхода отца в отставку семья переехала в Волгоградскую область, в город Камышин, где Сергей провёл бо́льшую часть детства и юности.
В 1988 году, по окончании средней общеобразовательной школы № 12 в городе Камышине, поступил в Казанское театральное училище. После первого курса отправился покорять столичные театральные вузы, но, потерпев неудачу, вернулся в Казань и устроился грузчиком на местный пороховой завод.
В 1990 году снова поехал в Москву и, только со второй попытки, пройдя дополнительный осенний набор, поступил на актёрский факультет Школы-студии (института) имени Вл. И. Немировича-Данченко при Московском Художественном академическом театре имени А. П. Чехова (руководитель курса — Олег Павлович Табаков), который окончил в 1994 году.
Сразу после получения диплома о высшем образовании в 1994 году был принят в труппу Московского театра Олега Табакова. В мае 1993 года, будучи студентом третьего курса, дебютировал в спектакле-долгожителе «Страсти по Бумбарашу» режиссёра Владимира Машкова на сцене «Табакерки» в роли бандита Грицко, которую играл двести тридцать три раза на протяжении всех семнадцати лет существования спектакля. А запомнившуюся зрителям роль рядового Роя Сэлриджа в спектакле «Билокси-блюз» в постановке Олега Табакова актёр играл более пятнадцати лет, став рекордсменом по числу сыгранных спектаклей среди всех, кто когда-либо играл в этом спектакле.
Занят в спектаклях МХТ имени А. П. Чехова.
С 2000 года снимается в кино и телесериалах.
Преподаёт дисциплину «Мастерство актёра» в Московской театральной школе Олега Табакова.

### Личная жизнь
Супруга Галина Угрюмова. Познакомились во время учёбы в Казанском театральном училище и поженились в 1989 году, в возрасте восемнадцати лет.
Сыновья Андрей (род. 2000, имя получил в честь народного артиста РСФСР Андрея Миронова) и Сергей (род. 2009).

## Творчество

### Роли в театре

#### Московский театр Олега Табакова
- 1993 — «Страсти по Бумбарашу» по одноимённой пьесе Юлия Кима по мотивам ранних произведений Аркадия Гайдара (режиссёр — Владимир Машков; премьера — 16 мая 1993 года) — Грицко, бандит (дебют в театре)[6]
- 1993 — «Билокси-блюз» по одноимённой пьесе Нила Саймона (режиссёр — Олег Табаков; премьера состоялась в 1987 году, в 2013 году спектакль был восстановлен режиссёром Александром Мариным[10]) — Рой Сэлридж, рядовой (ввод)[2]
- 2003 — «Бег» по одноимённой пьесе Михаила Булгакова (режиссёр — Елена Невежина) — Тихий, начальник контрразведки[2][11]
- 2005 (по настоящее время) — «Кукла для невесты» по пьесе А. Коровкина (режиссёр — Александр Мохов; премьера — 20 марта 2005 года) — Колька
- 2009 (по настоящее время) — «Волки и овцы» по одноимённой пьесе Александра Островского (режиссёр — Константин Богомолов; премьера — 15 октября 2009 года) — Василий Иванович Беркутов, чиновник из Петербурга
- 2010 (по настоящее время) — «Женитьба» по одноимённой пьесе Николая Гоголя (режиссёр — Олег Тополянский; премьера — 29 марта 2010 года) — Илья Фомич Кочкарёв, друг Ивана Подколесина
- 2012 (по настоящее время) — «Жена» по пьесе Антона Чехова (режиссёр — Михаил Станкевич; премьера — 9 ноября 2012 года) — Павел Андреевич Асорин
- «Звёздный час по местному времени» Г. Николаева — второй кореш
- «Смертельный номер» О. Антонова — клоун
- «Анекдоты» по мотивам произведений Фёдора Достоевского и А. Вампилова — инженер
- «Прощайте… и рукоплещите!» А. Богдановича — Копальто
- «Старый квартал» Теннесси Уильямса — Скай
- «Ещё Ван Гог…»
- «Ревизор» Н. В. Гоголя — Иван Кузьмич Шпекин, почтмейстер
- «Отец» А. Стриндберга — Нойд
- «Долгий рождественский обед» Т. Уайлдера — Родерик
- «Болеро» П. Когоута — Роберт
- «Город» Евгения Гришковца — Максим
- «Идеальный муж» Оскара Уайльда — Фиппс, дворецкий лорда Горинга
- «На всякого мудреца довольно простоты» А. Н. Островского — Голутвин, человек, не имеющий занятий
- «На дне» Максима Горького — Татарин, крючник
- «Ловелас»

#### Московский Художественный театр имени А. П. Чехова
- 2001 — «№ 13» по пьесе Рэя Куни (режиссёр — Владимир Машков; премьера — 7 апреля 2001 года) — официант
- 2003 — «Осада» по одноимённой пьесе Евгения Гришковца (режиссёр — Евгений Гришковец; премьера — 6 октября 2003 года) — ветеран
- 2004 — «Вишнёвый сад» по одноимённой пьесе Антона Павловича Чехова (режиссёр — Адольф Шапиро; премьера — 3 июня 2004 года) — Семён Пантелеевич Епиходов, конторщик[12]
- 2004 — «Лунное чудовище» по пьесе американского драматурга польского происхождения Ричарда Калиноски (режиссёр — Александр Григорян; премьера — 20 ноября 2004 года) — Арам Томасян
- 2006 — «Примадонны» по пьесе американского комедиографа Кена Людвига (режиссёр — Евгений Писарев; премьера — 20 октября 2006 года) — Дункан, пастор
- 2014 — «№ 13D» по пьесе Рэя Куни (режиссёр — Владимир Машков; премьера — 21 января 2014 года) — Джордж Пигден, секретарь помощника премьер-министра[2]

### Фильмография
| Год       |   | Название                                                          | Роль                                                                         |
| --------- | - | ----------------------------------------------------------------- | ---------------------------------------------------------------------------- |
| 1997      | ф | Вор                                                               | пассажир в вагоне-ресторан (в титрах не указан)                              |
| 2000      | ф | Старые клячи                                                      | водитель ассенизационной машины                                              |
| 2000—2001 | с | Дальнобойщики (1-я серия «Русский конвой» и 6-я серия «Эпидемия») | Владимир Юрко, водитель                                                      |
| 2001      | с | Остановка по требованию 2                                         | проводник                                                                    |
| 2002      | с | Марш Турецкого 3 (фильм № 3 «Ржавчина»)                           | Николай Мохов, помощник депутата Воронова                                    |
| 2002      | ф | Звезда                                                            | командир артиллерии                                                          |
| 2002      | с | Каменская 2 (фильм № 4 «За всё надо платить»)                     | Николай Саприн (Первушин)                                                    |
| 2002      | ф | Лекарь поневоле                                                   | Лука, муж Жаклин / Тибо, отец Перрена                                        |
| 2002      | ф | Страсти по Бумбарашу                                              | Грицко, бандит                                                               |
| 2002      | с | Главные роли                                                      | Иван Иванович                                                                |
| 2003      | ф | № 13                                                              | официант                                                                     |
| 2003      | с | Таксист                                                           | Слава, оперативник                                                           |
| 2004      | с | Стилет 2                                                          | Волков                                                                       |
| 2004      | ф | Папа                                                              | Митя Жучков                                                                  |
| 2004      | с | Время жестоких                                                    | Трефилов, участковый                                                         |
| 2004      | ф | 32 декабря                                                        | Паша, охранник                                                               |
| 2005      | с | Хиромант                                                          | Евгений Алмазов, офицер милиции                                              |
| 2005      | с | Полный вперёд!                                                    | рыбак на моторной лодке                                                      |
| 2005      | с | Золотой телёнок                                                   | усатый                                                                       |
| 2005      | с | Киножурнал «Фитиль», выпуск № 51 (новелла «Ни дать, ни взять»)    | капитан Митрохин, инспектор ДПС                                              |
| 2006      | ф | Женская лига (1-й сезон)                                          |                                                                              |
| 2006      | с | Угон (серия № 14 «Шерше ля фам»)                                  | Кеша, инкассатор                                                             |
| 2007—2008 | с | И всё-таки я люблю                                                | Пётр, сожитель Веры                                                          |
| 2007      | с | На пути к сердцу                                                  | Сергей                                                                       |
| 2007      | ф | Май                                                               | Ивушкин                                                                      |
| 2007      | с | Ликвидация                                                        | Виктор Платов, контрразведчик                                                |
| 2007      | ф | Внук космонавта                                                   | Виктор Васильевич                                                            |
| 2007      | с | Атлантида                                                         | Руденко, следователь                                                         |
| 2008      | с | Казаки-разбойники                                                 | Крушевский, мэр Мещерска                                                     |
| 2009      | ф | Фонограмма страсти                                                | осмотрительный мужчина                                                       |
| 2009      | ф | Пелагия и белый бульдог                                           | Ширяев, художник, управляющий имением                                        |
| 2009      | ф | Любовь, как мотив                                                 | Павел, муж Дины                                                              |
| 2009      | с | Исаев (часть № 2 «Пароль не нужен»)                               | Пимезов (Воленька), адъютант                                                 |
| 2009      | с | Стая                                                              | Борис, бывший милиционер                                                     |
| 2009      | с | Телохранитель 3 (фильм № 1 «Не своё дело»)                        | Маргулис                                                                     |
| 2010      | ф | Тёмный мир                                                        | Александр Волков (Ылто Валло), колдун                                        |
| 2010—2012 | с | Побег                                                             | Маканин, следователь                                                         |
| 2010      | с | Голоса (серия № 14)                                               | Андрей Чибисов                                                               |
| 2010      | ф | Воробей                                                           | Степан, отец Митьки Воробьёва                                                |
| 2011      | ф | Бабло                                                             | бизнесмен в караоке                                                          |
| 2011      | ф | Сказка. Есть (новелла № 1 «Мир игрушек»)                          | Кен, кукла-папа, муж Барби                                                   |
| 2011      | ф | Семь майских дней                                                 |                                                                              |
| 2011      | с | Иллюзия охоты                                                     | Алексей Вербич (Казимирыч)                                                   |
| 2011      | с | МУР. Третий фронт                                                 | Алтунин, лётчик                                                              |
| 2011      | ф | Утомлённые солнцем 2. Цитадель                                    | офицер, перевозивший раненых                                                 |
| 2011      | ф | Рейдер                                                            | Бугров, начальник отдела по расследованию убийств                            |
| 2011      | с | Блиндаж                                                           | Казимир, уголовник                                                           |
| 2013      | с | Департамент                                                       | Жужукало, сотрудник ГУСБ МВД                                                 |
| 2013      | с | Жить дальше                                                       | Антон Уткин                                                                  |
| 2013      | с | Лютый                                                             | Раков, психолог, муж Елены Геннадьевны Раковой                               |
| 2013      | с | Убить дважды                                                      | Куликов, оперуполномоченный                                                  |
| 2013      | с | Старшая сестра                                                    | Кирилл Соломин, майор                                                        |
| 2014      | с | По лезвию бритвы                                                  | Ульрих фон Ортель, штурмбаннфюрер СС                                         |
| 2014      | ф | Григорий Р.                                                       | Александр Фёдорович Керенский, министр-председатель Временного правительства |
| 2014      | ф | Господа-товарищи (фильм № 1 «Попрыгунчики»)                       | Денис Нагулин / Иван Бальгаузен                                              |
| 2015      | с | Выстрел                                                           | Бережной, главный тренер                                                     |
| 2015      | с | Паук («Мосгаз», дело № 3)                                         | Лебедев, подполковник КГБ                                                    |
| 2015      | с | Спутники                                                          | Данилов, комиссар санитарного поезда                                         |
| 2016      | с | Шакал («Мосгаз», дело № 4)                                        | Лебедев, подполковник КГБ                                                    |
| 2017      | с | Золотце                                                           | Павел Иванович Буров                                                         |
| 2017      | с | Налёт                                                             | Зацепин, майор СК РФ                                                         |
| 2017      | с | Хождение по мукам                                                 | связной                                                                      |
| 2018      | ф | Операция «Мухаббат»                                               | Георгий Васнецов, полковник политической разведки                            |
| 2018      | ф | Доктор Рихтер 2                                                   | Стровский, журналист                                                         |
| 2018      | с | Спящие-2                                                          | Шапошников, сотрудник СВР                                                    |
| 2018      | с | Коп                                                               | Лопырёв, полковник СК РФ                                                     |
| 2018      | с | Операция «Сатана» («Мосгаз», дело № 5)                            | Лебедев, подполковник КГБ                                                    |
| 2019      | с | Формула мести («Мосгаз», дело № 6)                                | Лебедев, полковник КГБ                                                       |
| 2019      | с | Форс-мажор                                                        | Коля Смирнов, капитан ППС, муж Любы                                          |
| 2019      | ф | Одесский пароход                                                  | бортинженер                                                                  |
| 2019—2020 | с | 100янов шоу                                                       | Имя персонажа не указано                                                     |
| 2020      | с | Катран («Мосгаз», дело № 7)                                       | Лебедев, полковник КГБ                                                       |
| 2020      | с | Казанова                                                          | Шмаков, оперуполномоченный по особо важным делам МУР                         |
| 2021      | с | Западня («Мосгаз», дело № 8)                                      | Лебедев, полковник КГБ                                                       |
| 2023      | с | Последнее дело Черкасова («Мосгаз», дело № 9)                     | Лебедев, полковник КГБ                                                       |
| 2024      | с | Казанова 2                                                        | Сергей Шмаков, капитан милиции                                               |
| 2024      | с | Метроном («Метроном», дело № 10)                                  | Лебедев, полковник КГБ                                                       |
| 2025      | ф | В списках не значился                                             | майор-артиллерист                                                            |

## Признание заслуг

### Государственные награды
- 1 августа 2005 — почётное звание «Заслуженный артист Российской Федерации» — «за заслуги в области искусства»[13].
- 2020 — Премия города Москвы в области литературы и искусства — за исполнение главных ролей в постановках «Женитьба», «Ревизор», «Русская война Пекторалиса»[14].
- 3 апреля 2024 — Народный артист Российской Федерации — за большие заслуги в развитии кинематографического, музыкального, театрального, хореографического и циркового искусства[1].

### Общественные награды
- 2005 — лауреат театральной премии «Чайка» в номинации «Двойной удар» (лучший дуэт) вместе с Яниной Колесниченко — за роль в спектакле «Лунное чудовище».
- 2022 — Лауреат Общественной премии имени Ф. Э. Дзержинского в области кино и телевидении.[источник не указан 934 дня]